# Aéroport municipal de Chadron
Pour les articles homonymes, voir CDR.
L'aéroport municipal de Chadron (IATA: CDR, ICAO: KCDR) est un aéroport situé dans le comté de Dawes dans le Nebraska, à l'ouest de la ville de Chadron.
Il dispose de deux pistes, 03/21 et 12/30.